# 汪宗友
汪宗友（？年—？年），字彦辅，南直隶徽州府休宁县人。明末政治人物。

## 生平
萬曆四十三年（1613年）乙卯科应天府乡试舉人，崇祯七年（1634年）甲戌科三甲四十五名进士，礼部观政，本年六月授福建龙溪县知县，十五年行取，考选山西道御史，巡按山西。十七年正月弹劾巡抚蔡懋德不待冰泮，遽还太原，致使平阳府城被李自成攻陷。

## 家族
曾祖汪楷；祖汪顕儒，禮部冠带儒士、乡大宾；父汪継荫。